# Municipio de Riverside (condado de Fremont)
El municipio de Riverside (en inglés: Riverside Township) es un municipio ubicado en el condado de Fremont en el estado estadounidense de Iowa. En el año 2010 tenía una población de 313 habitantes y una densidad poblacional de 3,36 personas por km².

## Geografía
El municipio de Riverside se encuentra ubicado en las coordenadas 40°51′6″N 95°33′45″O / 40.85167, -95.56250. Según la Oficina del Censo de los Estados Unidos, el municipio tiene una superficie total de 93.13 km², de la cual 92,32 km² corresponden a tierra firme y (0,86 %) 0,81 km² es agua.

## Demografía
Según el censo de 2010, había 313 personas residiendo en el municipio de Riverside. La densidad de población era de 3,36 hab./km². De los 313 habitantes, el municipio de Riverside estaba compuesto por el 99,04 % blancos, el 0,32 % eran afroamericanos y el 0,64 % eran de una mezcla de razas. Del total de la población el 0,64 % eran hispanos o latinos de cualquier raza.